# Гасанов, Гасан Азиз оглы
Гасан Азиз оглы Гасанов (азерб. Həsən Əziz oğlu Həsənov; род. 20 октября 1940, Тбилиси) — советский партийный и азербайджанский государственный деятель, дипломат, председатель Совета Министров Азербайджанской ССР (1990—1991), премьер-министр Азербайджана (1991—1992). В 2004—2010 годах был послом Азербайджана в Венгрии, в 2010—2021 годах послом Азербайджана в Польше. Доктор исторических наук.

## Биография
Гасан Гасанов родился 20 октября 1940 года в Тбилиси в семье рабочего. Учился в Тбилисской 43-й средней школе. После окончания в 1962 году Азербайджанского политехнического института он находился на комсомольской работе в Баку (член КПСС с 1963 года): инструктор Бакинского горкома комсомола; второй секретарь райкома комсомола в Баку; заведующий сектором ЦК ЛКСМ Азербайджанской ССР.
В 1967—1969 годах инструктор ЦК Компартии Азербайджана. В 1969—1971 годах ответственный организатор ЦК ВЛКСМ.
В 1971—1975 годах в аппарате ЦК Компартии Азербайджана: инструктор, заведующий сектором, заместитель заведующего отделом. В том же году занял пост первого секретаря райкома партии района имени 26 бакинских комиссаров г. Баку.
В 1978—1979 годах первый секретарь Сумгаитского горкома партии, в 1979—1981 годах Кировабадского горкома партии.
В 1981 году Гасанов окончил Бакинскую высшую партийную школу. В том же году он стал секретарём ЦК Компартии Азербайджана, а в январе 1990 года председателем Совета Министров Азербайджанской ССР. После обретения Азербайджаном независимости Гасан Гасанов стал первым премьер-министром независимой республики и занимал этот пост до апреля 1992 года. В апреле того же года он был назначен постоянным представителем Азербайджанской Республики при ООН.
В 1993 году Гасан Гасанов возглавил МИД Азербайджана. 16 февраля 1998 года он был освобождён от должности министра иностранных дел за незаконные действия, допущенные МИД страны при строительстве и организации эксплуатации в столице гостиницы «Европа».
Депутат Верховного Совета СССР 10 созыва (1979—1984). Депутат Верховного Совета Азербайджанской ССР 10-12 созывов (1977—1980 и 1984—1995). Депутат Милли Меджлиса Азербайджанской Республики (1996—2000). Член ЦК КПСС в 1990—1991 годах.
В 2004—2010 годах — чрезвычайный и полномочный посол Азербайджанской Республики в Венгрии. С 2010 по 2021 год — чрезвычайный и полномочный посол Азербайджанской Республики в Польше. 8 января 2021 года президент подписал распоряжение об отзыве Гасана Гасанова с должности посла Азербайджана в Польше.
Автор книги «Национально-государственные взгляды и деятельность Наримана Нариманова» и пьесы «Письма из Брюсселя».

## Награды
- Орден «Слава» (30 декабря 2020 года) — за многолетнюю плодотворную деятельность в органах дипломатической службы Азербайджанской Республики[6][7]
- Орден «За службу Отечеству» II степени (9 июля 2019 года) — за плодотворную деятельность в органах дипломатической службы Азербайджанской Республики[8]
- Командор ордена Заслуг перед Республикой Польша (7 декабря 2020 года, Польша) — за выдающийся вклад в развитие сотрудничества между Республикой Польша и Азербайджанской Республикой[9]
- Орден Трудового Красного Знамени (1981)
- Почётный гражданин Тбилиси (2022)[10]